# Fangvorrichtung

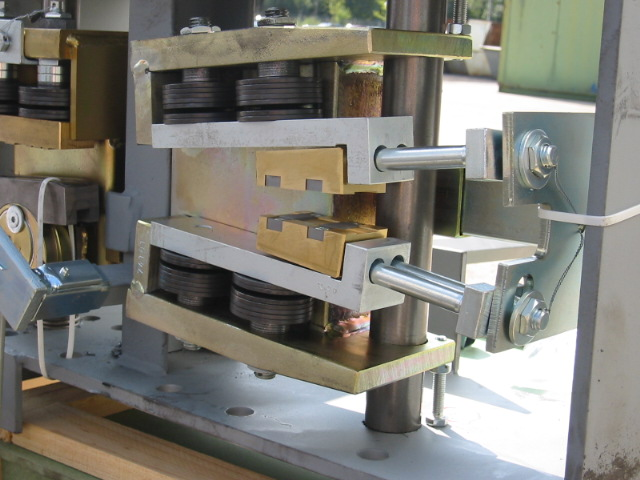
Bremsfangvorrichtung im Aufzugsbau mit Verzögerungseinstellung über Tellerfederpakete.

Eine Fangvorrichtung (englisch safety gear) verhindert den Absturz der Last bei Versagen des Tragmittels eines Hebezeuges.
Dabei wird die Hub- und Senkgeschwindigkeit mittels eines Geschwindigkeitsbegrenzers permanent überwacht. Wird die zulässige Geschwindigkeit um einen gewissen Betrag überschritten, löst der Fliehkraftregler die Fangvorrichtung aus.
Bei der Auslösung greifen Reibbeläge (geringe Verzögerung) oder formschlüssige Keile (hohe Verzögerung) zwischen Hubschlitten und der ortsfesten Laufschiene ein und bremsen somit die Hubbewegung ab.
Bei Regalbediengeräten darf die mittlere Verzögerungsbeschleunigung auf Grund der Notbremsung die dreifache Erdbeschleunigung nicht überschreiten.
Bei Personenliftanlagen ist die zulässige Beschleunigung noch geringer, daher werden hier einstellbare Bremsfangvorrichtungen eingesetzt.
Um ein Versagen der Fangvorrichtung ausschließen zu können, muss der Geschwindigkeitsbegrenzer permanent überwacht werden. Wird zum Beispiel ein Begrenzerseil eingesetzt, so kommt hier eine Seilbruchüberwachung zum Einsatz. 
Bei Geschwindigkeiten über 0,85 m/s nach TRA200 und 0,63 m/s nach EN 81 sind – abgesehen von einer Sonderbauart – sogenannte (sanfte) Bremsfangvorrichtungen vorgeschrieben. Nach EN 81 errichtete Anlagen dürfen eine maximal mittlere Verzögerung von 1 g aufweisen, (alte) TRA200-Anlagen dagegen bis 1,4 g. Die tatsächlichen maximalen gemessenen Verzögerungen liegen aber deutlich höher (bis zum circa Neunfachen).
Die Fangvorrichtung wurde im Jahre 1853 vom Gründer der Aufzugfirma Otis, Elisha Graves Otis, erfunden.